# Campanha presidencial de Marina Silva em 2018
A campanha presidencial de Marina Silva de 2018, Marina Silva candidatou-se pela Rede à Presidência da República. O anúncio oficial deu-se em 4 de agosto de 2018 na convenção do partido. Eduardo Jorge, do PV, foi escolhido como candidato a vice presidente.

## Candidatos

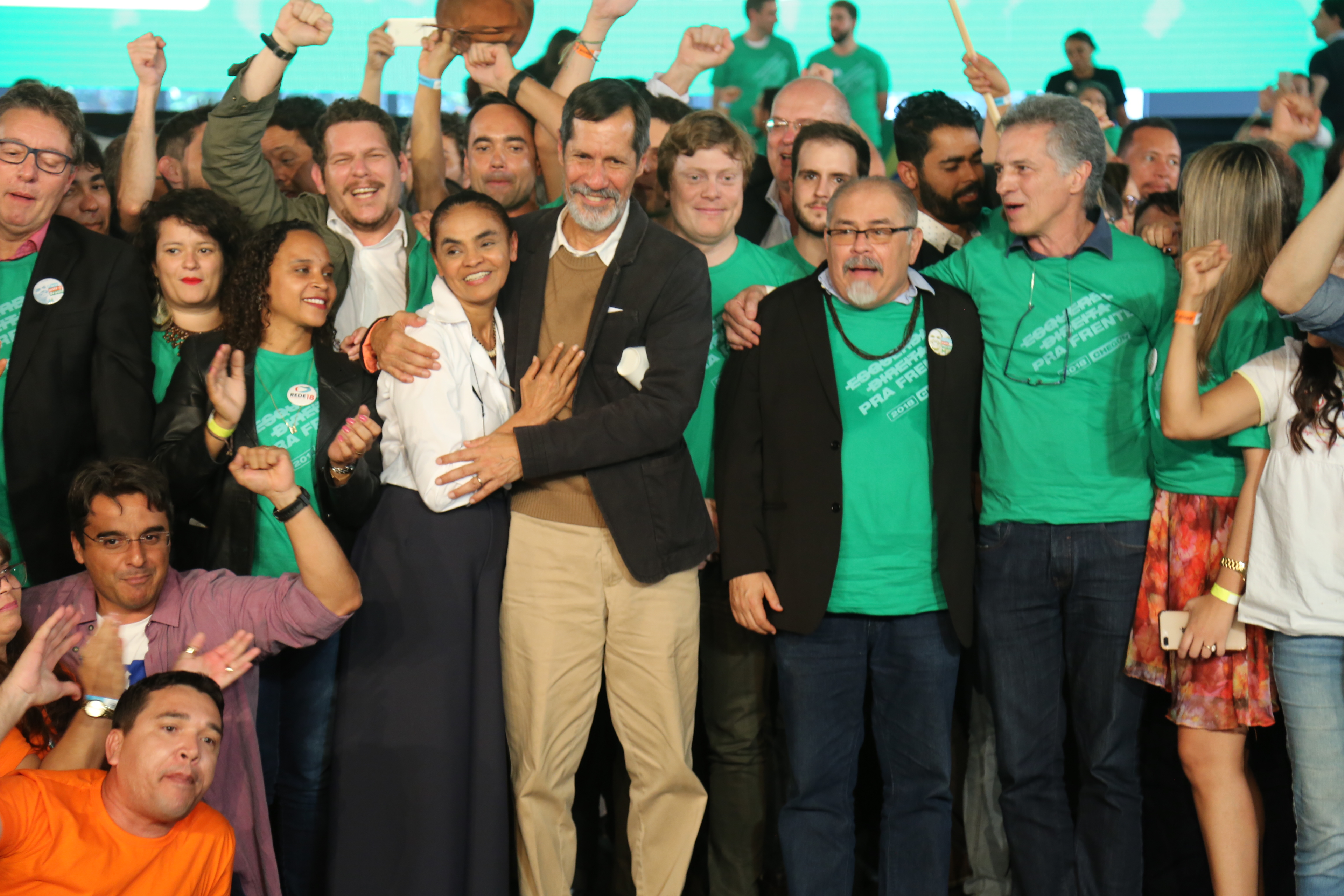
Marina Silva e Eduardo Jorge se abraçam durante Convenção Nacional da Rede Sustentabilidade, em 4 de agosto de 2018.

| Coligação Unidos para Transformar o Brasil                    |                                                                                  |
|                                                               |                                                                                  |
| Marina Silva                                                  | Eduardo Jorge                                                                    |
| para presidente                                               | para vice-presidente                                                             |
|                                                               |                                                                                  |
| Senadora da República pelo Acre (1995-2011)                   | Deputado federal por São Paulo 1º de fevereiro de 1987 até 31 de janeiro de 2005 |
| Partidos integrantes: - Rede Sustentabilidade - Partido Verde |                                                                                  |

## Apoios
A chapa composta por Marina Silva e Eduardo Jorge recebeu apoio de figuras notórias como: Marcos Palmeira, Marco Nanini, Cássia Kiss, Maitê Proença, Marcelo Serrado, Bruno Gagliasso, Caio Blat, Marina Person, Arnaldo Antunes e Gilberto Gil. 

## Posicionamentos
Em campanha, Marina Silva afirmou que a   crise econômica de 2014 no país foi causada por decisões equivocadas do governo.
| “ | O Brasil não está com 13 milhões de desempregados por um terremoto, maremoto, uma guerra, mas em função de decisões políticas equivocadas. | ” |

Marina Silva defendeu reforma trabalhista que  causou o aumento do trabalho autônomo, intermitente, temporário e terceirizado.

## Resultado da eleição

### Eleições presidenciais
| Ano de eleição | Candidato    | Primeiro turno      | Primeiro turno      | Segundo turno       | Segundo turno       |
| Ano de eleição | Candidato    | # do total de votos | % do total de votos | # do total de votos | % do total de votos |
| -------------- | ------------ | ------------------- | ------------------- | ------------------- | ------------------- |
| 2018           | Marina Silva | 1 069 538           | 1,00%               | Não concorreu       | Não concorreu       |